# Обдихово
Обдихово — деревня в Гусь-Хрустальном районе Владимирской области России, входит в состав муниципального образования «Посёлок Золотково».

## География
Деревня расположена на берегу речки Чармус в 16 км на юго-восток от центра поселения посёлка Золотково и в 57 км на юго-восток от Гусь-Хрустального.

## История
В конце XIX — начале XX века деревня входила в состав Черсевской волости Меленковского уезда, с 1926 года — в составе Гусевского уезда. В 1859 году в деревне числилось 52 дворов, в 1905 году — 65 дворов, в 1926 году — 79 дворов.
С 1929 года деревня являлась центром Обдиховского сельсовета Гусь-Хрустального района, с 1935 года — в составе Василевского сельсовета Курловского района, с 1963 года — в составе Гусь-Хрустального района, с 2005 года — в составе муниципального образования «Посёлок Золотково».

## Население
| 1859 | 1905 | 1926 | 2002 | 2010 | 2021 |
| ---- | ---- | ---- | ---- | ---- | ---- |
| 332  | ↗342 | ↗397 | ↘87  | ↘46  | ↘26  |